# Bij Uil thuis
Bij Uil thuis is een kinderboek van de Amerikaanse schrijver en illustrator Arnold Lobel. Het boek is een verzameling van vijf verhalen over hoofdpersoon Uil, die in 1975 in het Engels verscheen als Owl at home. Voor het boek ontving Lobel in 1981 de Zilveren Griffel.

## Verhaal
Uil woont in een genoeglijk huisje. Op een dag dat uil lekker bij het vuur zit, klopt de winter aan. Uil wil de ongenode gast in eerste instantie niet binnen laten, maar omdat hij van goede wil is, doet hij dat toch. Met alle gevolgen van dien. Op een andere avond probeert uil proefondervindelijk vast te stellen of hij tegelijkertijd boven en beneden kan zijn. Even later zet hij een kopje tranenthee, door aan allerlei verdrietige dingen te denken ("potloodjes die zo klein zijn dat je er niet meer mee kan schrijven"). Ook heeft hij ernstig last van vreemde "bobbels in het bed" die met zijn toenemende angst almaar meer lijken te bewegen.

## Blokboekjes
In het Nederlands taalgebied verscheen Bij Uil thuis in de blokboekjesserie van uitgeverij Ploegsma. In diezelfde serie verscheen de gehele Kleine Beer-reeks van Else Holmelund Minarik.